# Penisödem
Ein Penisödem (engl. penile endema) ist die Einlagerung von Wasser aus dem Gefäßsystem in das Bindegewebe des Penis.

## Ursachen und klinisches Bild

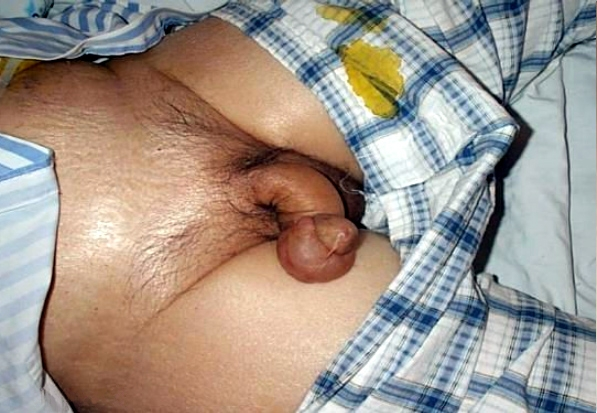
Ein durch das Zytokin Interleukin-11 verursachtes Penisödem, als Folge eines Vascular-Leak-Syndroms

Wie bei allen Ödemen besteht auch beim Penisödem ein erhebliches Ungleichgewicht zwischen hydrostatischem und onkotischem Druck. Dieses Gleichgewicht wird durch die Starling-Gleichung beschrieben. Im normalen Gewebe überwiegt der hydrostatische Druck geringfügig den onkotischen Druck, so dass stets ein geringer Anteil der intravasalen Flüssigkeit in das Interstitium übertritt. Im Interstitium wird die Flüssigkeit über das Lymphatische System wieder abgeführt. Fließt aus dem Gefäßsystem zu viel Flüssigkeit (im Wesentlichen Wasser) in das Bindegewebe, so gibt es dort eine Wasseransammlung, ein Ödem. Dies ist in der Peripherie des Körpers meist als Schwellung zu erkennen.
Das Symptom Penisödem kann durch eine Vielzahl teilweise sehr unterschiedlicher Erkrankungen und Syndrome hervorgerufen werden, die alle einen erhöhten Flüssigkeitsübertritt in das Bindegewebe oder einen unzureichenden Flüssigkeitsabtransport über das Lymphsystem des Penis zur Folge haben. So kann beispielsweise eine ausgeprägte Herzinsuffizienz zu einem Penisödem führen.
Auch äußere Einwirkungen, wie beispielsweise die Gabe von Zytokinen, die ein Vascular-Leak-Syndrom verursachen, können ein Ödem im Penis hervorrufen. Bei der Strahlentherapie eines Harnröhrenkarzinoms kann ein chronisches Penisödem eine der unerwünschten Nebenwirkungen sein. Bei der Schwellkörper-Auto-Injektions-Therapie (SKAT) ist das Penisödem bei weniger als 1 % der Fälle eine unerwünschte Nebenwirkung. Bisse von Sandflöhen in den Penis können ebenfalls zu einem Penisödem führen.
Ein Penisödem kann zu einer Dysurie (Harnblasenentleerungsstörung) führen.

## Differentialdiagnose
Vom Penisödem sind der Priapismus (krankhafte Dauererektion), Kavernitis (Entzündung eines oder mehrerer Schwellkörper des Penis) und Penishämatom (Bluterguss) diagnostisch abzugrenzen. Andererseits kann der Priapismus selbst in einem späteren Stadium zu einem Penisödem führen.

## Therapie
Die Therapie erfolgt im Wesentlichen durch die Behandlung der dem Penisödem zugrunde liegenden Ursache. Wundödeme am Penis lassen sich durch eine ausreichende Wunddrainage vermeiden.

## Weiterführende Literatur
- P. R. Joseph: Penile edema. In: Clinical pediatrics Band 41, Nummer 7, September 2002, S. 547, ISSN 0009-9228. PMID 12365321.
- B. Zelhof, C. S. Biyani, A. J. Anathhanam, B. Pollock, A. J. Browning: Severe penile edema: an unusual presentation of metastatic Crohn disease. In: International journal of urology Band 13, Nummer 2, Februar 2006, S. 189–191, ISSN 0919-8172. doi:10.1111/j.1442-2042.2006.01259.x. PMID 16563150.